# 绿叶线蕨
绿叶线蕨（学名：Leptochilus leveillei）也称勒氏线蕨，为水龙骨科薄唇蕨属下的一个种。